# Хайнрих IV (Орламюнде)
Вижте пояснителната страница за други личности с името Хайнрих IV.
Хайнрих IV фон фон Орламюнде (на немски: Heinrich IV von Orlamünde; † ок. 1357) от клона Ваймар-Орламюнде на фамилията Аскани е от 1354 г. граф на Орламюнде. Той наследява баща си като граф на Орламюнде.
Той е най-възрастният син на граф Хайнрих III фон Орламюнде († 1354) и съпругата му Ирмгард фон Шварцбург-Бланкенбург († 26 март 1354), дъщеря на граф Хайнрих VII фон Шварцбург-Бланкенбург. Брат е на Фридрих III († 23 юли 1379).

## Фамилия
Хайнрих IV се жени за Рихца фон Хенеберг († сл. 1379), дъщеря на граф Попо X (IX) фон Хенеберг-Хартенберг-Ашах († 1348) и втората му съпруга Рихца фон Хоенлое († 1337). Те имат един син:
- Фридрих V, граф на Орламюнде-Дройсиг († 1391/1400)